# Physella microstriata
Physella microstriata е изчезнал вид коремоного от семейство Physidae.

## Разпространение
Видът е бил ендемичен за Съединените щати.